# Sajkan
Sajkan - nazwa huraganowych, zimowych wiatrów wiejących w środkowej Azji, głównie na terenie Bramy Dżungarskiej.